# Лаланд 21185
Лаланд 21185 (англ. Lalande 21185), HD 95735 — одиночная звезда в созвездии Большой Медведицы на расстоянии приблизительно 8 световых лет (около 2,55 парсек) от Солнца. Видимая звёздная величина звезды — +7,49m. Возраст звезды оценивается как около 7,5 млрд лет.
Впервые звезда была зафиксирована в наблюдениях французским астрономом Жозефом Лаландом в 1801 году, тогда же ей было присвоено название.
Является одной из ближайших к Солнцу звёзд.
Вокруг звезды обращается, как минимум, три планеты.

## Характеристики
Лаланд 21185 — красный карлик спектрального класса M1,5V, или M2, или M3, или M4, или Mb. Масса — около 0,393 солнечной, радиус — около 0,395 солнечного. Эффективная температура — около 3511 К.

## Существование планетной системы
В 1951 году Питер ван де Камп и Сара Липпинкот заявили об обнаружении астрометрическими методами планетной системы у Лаланд 21185. Исследования проводились путём позиционных измерений на фотопластинках, полученных на 24-дюймовом рефракторе обсерватории Спроула, принадлежащей Суортмор-колледжу (Пенсильвания, США). В 1960 году Сара Липпинкот повторила заявление от 1951 года. Однако, в 1974 году астроном Джордж Гейтвуд из обсерватории Аллегени, проведя дополнительные исследования астрометрическими методами, объявил результаты заявлений ван де Кампа и Липпинкот ошибочными.
В 1996 году, впрочем, тот же Джордж Гейтвуд сообщил о том, что звезда может иметь планетную систему с несколькими планетами. Эта информация основывалась на анализе данных фотосъёмки за период 1930—1984 годов и данных о движении звезды с 1988 по 1996 год.
Полученные данные позволяли предположить наличие трёх планет:
- Лаланд 21185 b: радиус орбиты (большая полуось) — 2,2 а.е., эксцентриситет — 0,0, масса — 0,9 массы Юпитера, период обращения — 5,8 лет.
- Лаланд 21185 c: радиус — 11 а.е., эксцентриситет — около 0, масса — 1,6 массы Юпитера, период обращения — 30 лет.
- Лаланд 21185 d: радиус — больше 11 а.е., эксцентриситет — около 0, масса — около одной массы Юпитера, период обращения — более 30 лет.

Это заявление также оказалось ошибочным, как и выводы астрономов из обсерватории Кека, предполагавших существование планеты с массой 3,8 массы Земли и орбитальным периодом 9,8693 суток. Тем не менее, как минимум три планеты у этой звезды всё же существуют. В 2017 году, первая из них — Лаланд 21185 b, горячий аналог Венеры с инсоляцией в 3,6 земных, была обнаружена методом радиальной скорости с помощью спектрографа SOPHIE в обсерватории Верхнего Прованса и окончательно подтверждена на спектрографе CARMENES.
Данные CARMENES также позволили очертить орбиту второй планеты — аналога Нептуна, и обнаружить ещё одно возможное колебание от небесного тела, обращающегося в широком промежутке между планетами GJ 411 b и GJ 411 c .
Скорее всего, эта система упакована существенно плотнее, и планет в ней существенно больше. Гораздо более точные данные об ее строении, скорее всего, предоставит спектрограф ESPRESSO, обладающий инструментальной точностью в 10 см/сек.

## Ближайшее окружение звезды
Следующие звёздные системы находятся на расстоянии в пределах 10 световых лет от Лаланд 21185:
| Звезда                  | Спектральный класс | Расстояние, св. лет |
| Вольф 359               | M5,8 Ve            | 4,1                 |
| Росс 128                | M4,1-5 Ve          | 6,5                 |
| DX Рака                 | M4 Ve              | 6,7                 |
| WX Большой Медведицы AB | M1 Ve / M5,5 Ve    | 7,6                 |
| Грумбридж 1618          | K5 Ve              | 8,3                 |
| Солнце                  | G2 V               | 8,3                 |
| Вольф 424 AB            | M5,5 Ve / M5,5 Ve  | 8,2                 |
| AD Льва                 | M3 Ve              | 8,5                 |
| Процион AB              | F5 IV-V / DQZ      | 9,6                 |
| LTT 12352               | M3,5 V             | 9,7                 |